# ماساکو هایاشی
ماساکو هایاشی (林 雅子 Hayashi Masako, ۱۹۲۸–۲۰۰۱) معمار ژاپنی بود. او نخستین زنی بود که توانست جایزه مؤسسه معماری ژاپن را کسب کند.

## حرفه
طرح‌های هایاشی عمدتاً خانه‌های مسکونی در سایت‌های با فضای محدود، همراه از مصالح ساختمانی نوآورانه، بهره‌جویی از فضا و طراحی تمیز بودند. در سال ۱۹۵۸، هایاشی با همکاری هاتسو یامادا و نبوکو ناکاهارا، گروه معماری هایاشی، یامادا، ناکاهارا را تأسیس کرد.
او اولین زنی بود که برنده جایزه مؤسسه معماری ژاپن شد.

## زندگی شخصی
او با معمار شٌجی هایاشی ازدواج کرد.

## جوایز
- بورسیه افتخاری مؤسسه معماران آمریکا[۱]
- جایزه مؤسسه معماری ژاپن[۱]

## آثار قابل توجه
- گالری دریا، توساشیمیزو، کوچی، ژاپن[۴]